# كونوكو فيلبس
شركة كونوكو فيليبس (رمزها في بورصة نيويورك: COP) هي شركة أمريكية دولية متخصصة في مجال الطاقة يقع مقرها في هيوستن بولاية تكساس وتملك مكاتب في جميع أنحاء العالم. هي خامس أكبر شركة من القطاع الخاص في مجال الطاقة في العالم وتعد واحدة من شركات الست الكبار النفطية، كما احتلت المرتبة 95 في قائمة فوربس لأكبر 500 شركة في الولايات المتحدة من حيث إجمالي الإيرادات. محطات الوقود تعمل تحت اسم فيليبس 66 وكونوكو. ظهرت كونوكو فيليبس من خلال دمج كونوكو وشركة فيليبس للبترول في 30 أغسطس عام 2002.

## العمليات
تتركز نشاطات كونوكو فيليبس في استكشاف وتطوير وإنتاج النفط والغاز الطبيعي في مختلف أرجاء العالم , تدير الشركة عملياتها مجزأة على ست مناطق جغرافية وهي:
- ولاية ألاسكا الأمريكية.
- أمريكا الجنوبية.
- كندا.
- أوروبا.
- الجزء الشرقي من آسيا ( المطل على المحيط الهادئ) .
- الشرق الأوسط.

## وصلات خارجية
- الموقع الرسمي
- Conoco/Phillips/76 promotional website نسخة محفوظة 24 أبريل 2006 على موقع واي باك مشين.
- World Internet News: "Big Oil Looking for a Government Handout", April 2006 نسخة محفوظة 14 يونيو 2006 على موقع واي باك مشين..
- Subsea firm listing
- "COP - ConocoPhillips: 2007 Integrated Oil & Gas Outlook Part I", March 2007 نسخة محفوظة 5 أبريل 2022 على موقع واي باك مشين..